# Jean Proriol
Jean Proriol, né le 25 novembre 1934 à Beauzac (Haute-Loire), est un homme politique français de la droite libérale, parlementaire de 1974 à 2012.

## Biographie

### Jeunesse et études
Issue d'une lignée de notables du Velay, Jean Proriol est le fils d'Alphonse Proriol, commerçant en vins, maire de Beauzac et conseiller général du canton de Monistrol-sur-Loire après la Libération, et petit-fils de Mathieu Proriol, élu maire en 1928. 
Après des études secondaires à Monistrol-sur-Loire, il s'engage dans des études commerciales. Diplômé de l'École supérieure de commerce de Lyon (ESCL), il est également licencié en droit et diplômé d'études supérieures en économie politique, puis diplômé de l'École des hautes études commerciales de Paris (HEC). 
Officier SAS en Kabylie durant la Guerre d'Algérie, il débute ensuite, en 1963, une carrière de cadre commercial, et occupe des fonctions de chef de service aux Établissements Casino (Saint-Étienne) jusqu'en 1974.

### Carrière politique
À 27 ans, à l'automne 1962, il succède à son père Alphonse Proriol, décédé, dans ses deux mandats de maire de Beauzac, où il a été constamment réélu depuis lors, et de conseiller général de Monistrol-sur-Loire.
Cinq ans plus tard, aux élections législatives de 1967, il tente de succéder au MRP Noël Barrot, décédé brutalement l'année précédente, dans la 1e circonscription de la Haute-Loire. Présent sous l'étiquette des RI, il mène campagne sur le thème de la fidélité au général de Gaulle mais se heurte à la candidature du fils du député décédé, le futur ministre Jacques Barrot (CD), qui l'emporte au second tour. L'année suivante, aux élections législatives de 1968, il tente à nouveau de défaire ce dernier, qui l'emporte une seconde fois.
Jean Proriol accède finalement au Parlement à la faveur des élections sénatoriales de 1974, où les deux sénateurs sortants, le CNIP Jean de Lachomette et le RI Robert Bouvard, ne se représentent pas : proche du président Valéry Giscard d'Estaing, il l'emporte aisément, devançant l'autre élu, le socialiste René Chazelle. 
Deux ans plus tard, en 1976, après le décès accidentel de Jean-Claude Simon (RI), il se présente à la députation dans la 2e circonscription (Le Puy-en-Velay-Brioude), qui pourtant ne comprend pas sa commune de Beauzac. Menée en urgence à la suite de l'intervention du ministre Poniatowski, cette campagne ne s'avère pas couronnée de succès, la victoire revenant au socialiste Louis Eyraud. Il faut attendre le scrutin de 1978 pour que Jean Proriol, à nouveau candidat, l'emporte dans la  deuxième circonscription, dont il conserve le siège depuis lors (scrutins de 1981, 1986, 1988, 1993, 1997, 2002 et 2007), en se spécialisant dans les questions économiques et rurales.
Adhérant à l'UDF dès sa création (avant de rejoindre par la suite DL puis l'UMP), Jean Proriol affiche sa proximité avec Valéry Giscard d'Estaing : élu conseiller régional d'Auvergne en 1986, il se voit confier par l'ancien président de la République la vice-présidence de l'assemblée régionale (1986-1988 et 1992-2004). Après la défaite de la droite aux élections régionales de 2004, il se retire en 2010 du conseil régional.
Il ne se représente pas aux élections législatives de 2012. Lorsqu'il ne se représente pas aux élections municipales françaises de 2020, la ville de Beauzac élit un maire qui ne fait pas partie de la famille Proriol pour la première fois en 92 ans.

## Distinction
- Croix de la Valeur militaire (AFN[9])
- Médaille commémorative des opérations de sécurité et de maintien de l'ordre